# Бадия
Бади́я (итал. и ладинск. Badia), или Абта́й (нем. Abtei) — коммуна в Италии, располагается в области Трентино-Альто-Адидже, подчиняется административному центру Больцано.
Население коммуны, на 01.01.2024 года, составляет 3529 человек, плотность населения — 42,81 чел./км². Коммуна занимает площадь 82,44 км². 
Почтовый индекс — 39036. Телефонный код — 0471.
Покровителем коммуны почитается святой апостол Иаков Старший, празднование 25 июля.